# Jani Lampinen
Jani Lampinen, född 14 februari 2003 i Vanda, är en finländsk ishockeymålvakt som spelar för Skellefteå AIK i SHL.

## Klubbar (i urval)
- HIFK U20, U20 SM-liiga (2019/2020 – 2020/2021)
- Kiekko-Espoo U20, U20 SM-sarja (2021/2022)
- Kiekko-Espoo, Mestis (2021/2022 – 2023/2024)
- TUTO Hockey, Mestis (2024/2025)
- Mora IK, Allsvenskan (2024/2025)
- Skellefteå AIK, SHL (2025/2026 –)